# Mostad
Mostad (llamada oficialmente Mostaz) es una aldea española situada en la parroquia de Esperante, del municipio de Folgoso de Caurel, en la provincia de Lugo, Galicia.

## Demografía
| Gráfica de evolución demográfica de Mostad entre 2000 y 2019 |
|                                                              |
| Datos según el nomenclátor publicado por el INE.             |